# Fenestrulina indigena
Fenestrulina indigena är en mossdjursart som beskrevs av Hayward och Cook 1983. Fenestrulina indigena ingår i släktet Fenestrulina och familjen Microporellidae. Inga underarter finns listade i Catalogue of Life.